# Софония
Софо́ния (др.-евр. צְפַנְיָה‬, Цфания — «Господь сокровенный»; греч. Σοφονίας, лат. Sophonias) — один из двенадцати «малых» библейских пророков; написал Книгу пророка Софонии, девятую в Танахе.
По-видимому, пророк Софония был потомком царя Езекии (см. 4 Цар, гл. 18 и след.) в четвёртом поколении и дальним родственником царя Иосии, в годы правления которого (640—609 годы до н. э.) Софония пророчествовал (Соф. 1:1).
В Православной, Католической, Древневосточных церквях причислен к лику святых, память 3 декабря.

## Имя пророка
Кроме него, это имя в Ветхом Завете носили ещё три лица, упомянутые в разных местах (среди прочих — современный пророку второй священник Храма).
Не столь близко отвечают прямому значению первой части еврейского имени пророка передача и объяснение слова Цефата у блаженного Иеронима. Имя Софонии одни переводили как «высокое место для наблюдения» (лат. specula: от глагола צפה цафа, «наблюдал», др.-евр.), другие — «тайна Господня», (от гл. צפן цафан — «скрыл», др.-евр.).
Пророку Иезекиилю Бог сказал: «Сын человеческий, Я поставил тебя стражем (др.-евр. צפה цофе) дому Израилеву» (Иез. 3:17), и в другом месте Библии — в Книге пророка Амоса: «Ибо Господь Бог ничего не делает, не открыв Своей тайны рабам Своим, пророкам» (Амос. 3:7). Соответственно с этим объяснением, блаж. Иероним передает значение еврейского имени пророка Софонии выражением: «Speculator et arcanorum Dei cognitor» («Созерцатель и познаватель таин Божиих»).
Также предлагаются переводы имени пророка, как «Иегова скрывает», «Иегова искупил» и даже «Господь темноты» и «Сокрытый Бог».

## Жизнеописание

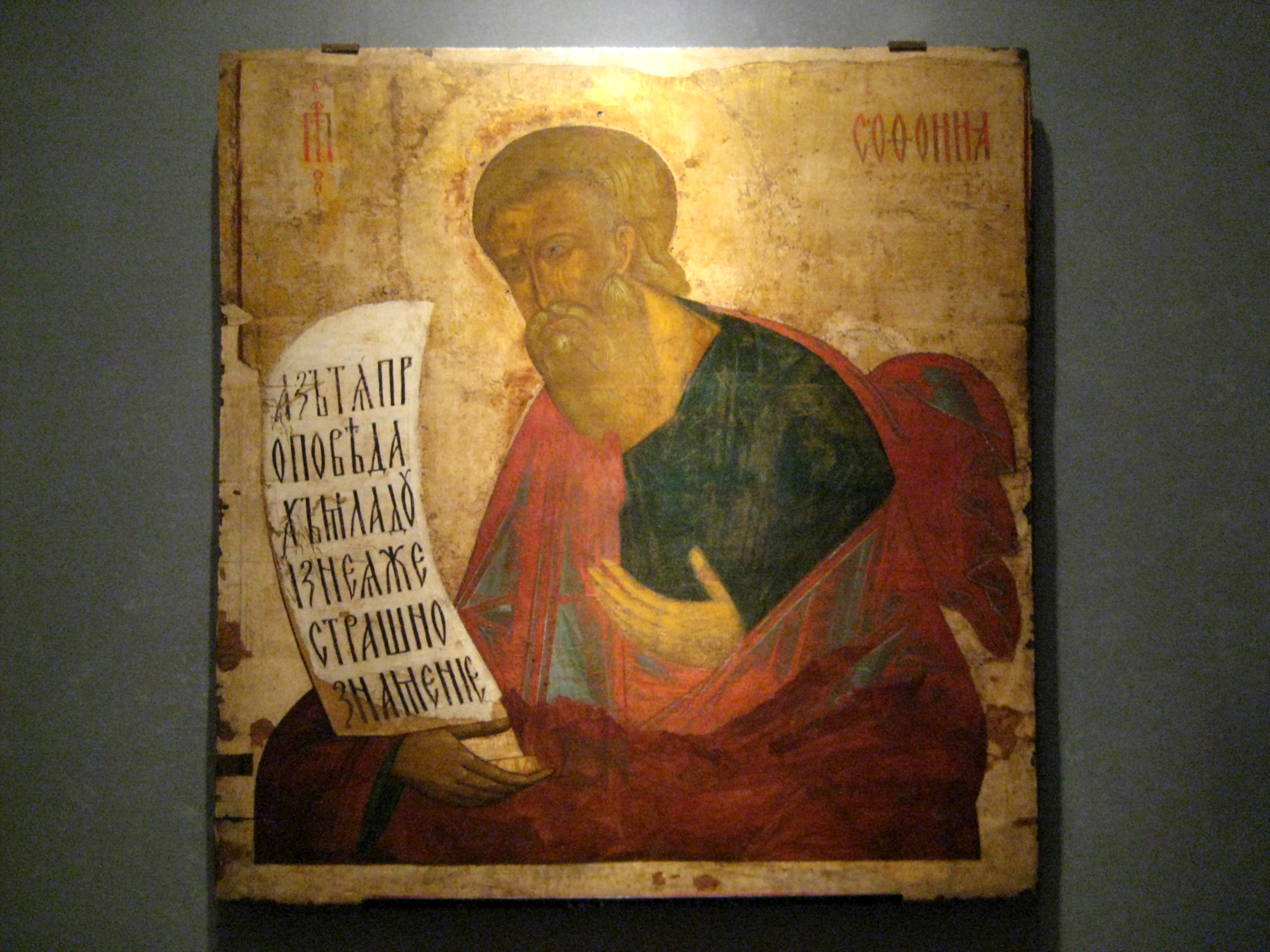
Пророк Софония. 1408 или 1410-е. Даниил, Андрей Рублёв и мастерская (?). Из иконостаса Успенского собора Владимира. ГРМ

Софония жил в период царствования иудейского царя Иосии (VII век до н. э.), на закате иудейского царства. Предсказание этой катастрофы с призывом к покаянию и служит главным содержанием Книги пророка Софонии.
Никаких сведений о личности, жизни и деятельности пророка Софонии в исторической и современной пророческой письменности Ветхого Завета не сохранилось, есть лишь поздние сказания, зафиксированные в мидрашах. Единственным прямым библейским свидетельством о лице пророка, как писателя известной с его именем пророческой книги, его происхождении и времени пророческой деятельности, является «надписание книги»:

Слово Господне, которое было к Софонии, сыну Хусия, сыну Годолии, сыну Амории, сыну Езекии, во дни Иосии, сына Амонова, царя Иудейского.
— Соф. 1:1